# Wohn- und Wirtschaftsgebäude Klenkendorf 26

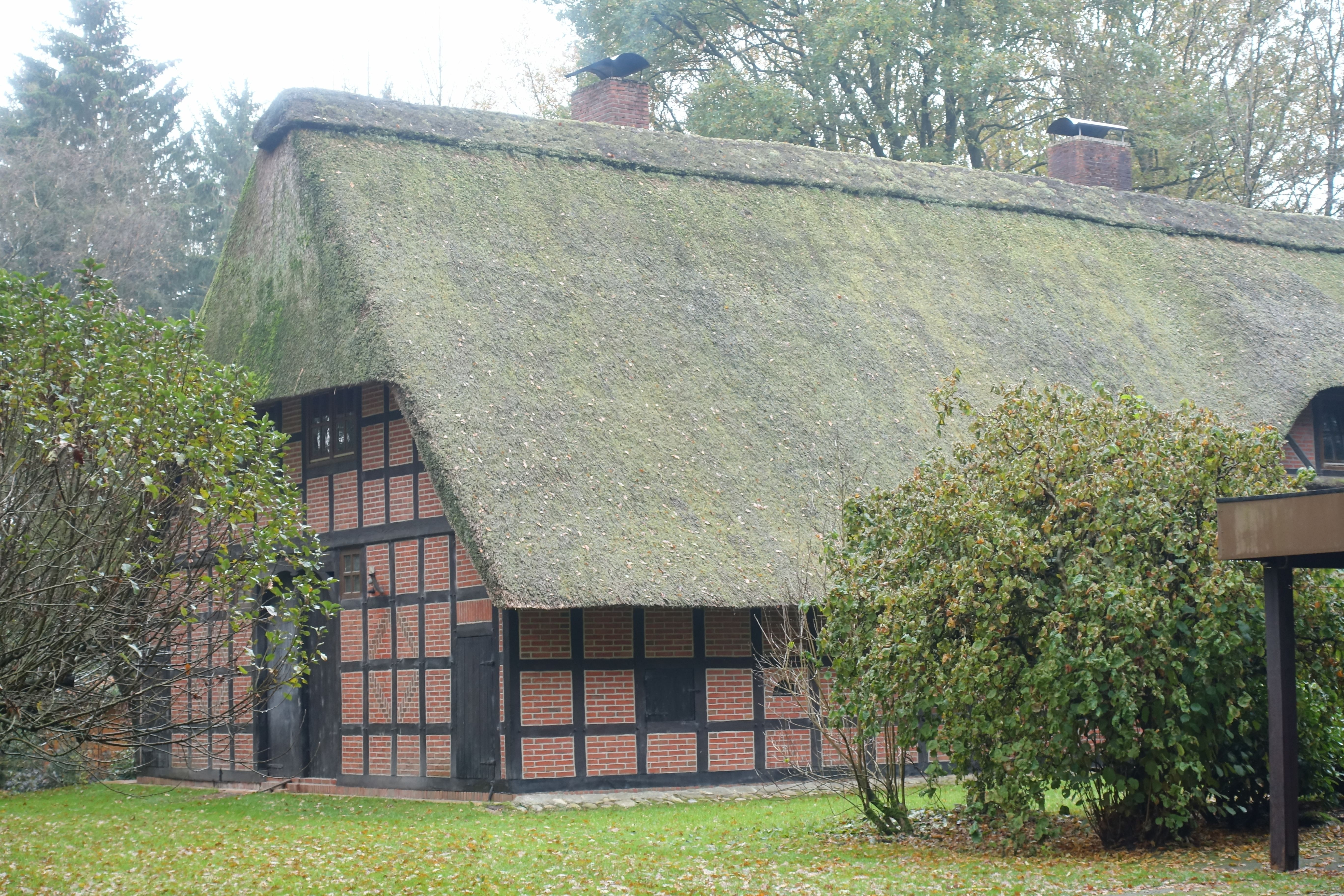
Nordost- und Nordwestfassade (2022)

Das Wohn- und Wirtschaftsgebäude Klenkendorf 26 in der niedersächsischen Gemeinde Gnarrenburg, Ortsteil Klenkendorf, wurde im 19. Jahrhundert errichtet. Aktuell (2025) wird es zum Wohnen genutzt.
Das Gebäude steht unter Denkmalschutz (siehe auch Liste der Baudenkmale in Gnarrenburg).

## Geschichte und Beschreibung
Klenkendorf wurde 1823 als Moorkolonie durch Jürgen Findorff (dem Neffen des Moorkommissars Jürgen Christian Findorff) gegründet. Es liegt sechs Kilometer nordöstlich des Kernortes Gnarrenburg und gehört zum Landkreis Rotenburg (Wümme). Zur Findorffsiedlung Klenkendorf gehörten 28 Siedlungsstellen südlich des Oste-Hamme-Kanals und mit diesem Haus acht erhaltene denkmalgeschützte Wohn- und Wirtschaftsgebäude (Nr. 5, 8, 15, 16, 21, 22, 24 und 26).
Das eingeschossige traufständige Gebäude als Zweiständer-Hallenhaus in gleichmäßigem Gitterfachwerk mit Steinausfachungen, mit reetgedecktem Krüppelwalmdach mit längeren, späteren Fledermausgauben und Grooter Door mit Korbbogen, wurde nach 1823 gebaut und 1901 erneuert.